# 「たけくらべ」論争
「たけくらべ」論争（たけくらべ ろんそう）は、樋口一葉の小説『たけくらべ』に登場する数え年14歳の女主人公・美登利の終盤における変貌の原因に関する解釈をめぐって繰り広げられた文学論争。
1985年（昭和60年）5月に佐多稲子が「初店」（処女喪失、水揚げ）説を述べたことに端を発し、それまで長らく定説化されてきた「初潮」説を擁護する前田愛が佐多の説に異を唱える形で始まって以降、両説それぞれへの賛否をめぐって様々な作家や研究者による論議が盛んに行われ、「検査場」説など新たな解釈が提起されるなどの流れを含みながら、2000年代まで続いていった研究論争である。
この論争以後は「初潮」・「初店」の両説併記が一般的になった。両説の論議の応酬が交わされたことにより、明治期の遊廓の実態を改めて見つめる機会が生れ、『たけくらべ』の抒情的な物語の裏面を考察するという副次的な意義をもたらした論争でもある。
※以下、『たけくらべ』原作内からの文言・文章の引用は〈　〉にしています（現代語訳者の訳語、論評者の論文からの引用部との区別のため）。

## 樋口一葉の『たけくらべ』

### 作品概説
明治期の女流作家・樋口一葉は、生活苦のため1893年（明治26年）7月に吉原遊郭近くの通称「大音寺前」と呼ばれる下谷龍泉寺町（現・台東区竜泉）の長屋に引越し、翌8月からその地で荒物や駄菓子を売る雑貨屋を開いて約10か月間そこで暮した。一葉はその雑貨屋の店主として下町の人々や子どもと交流した体験や見聞を題材に1894年（明治27年）の秋から暮にかけて執筆していた未定稿の「雛鶏」（ひなどり）に大幅加筆を施して改稿し、『伊勢物語』第23段に因む「たけくらべ」という題に改めた上で、その作品を翌1895年（明治28年）1月から1896年（明治29年）1月にかけて文芸雑誌『文學界』に断続的に7回連載した。
連載終了から3か月後、若干の補正を加え、通俗雑誌『文芸倶楽部』4月号（第2巻第5編）に一括再掲載された『たけくらべ』（全十六章）は、当時の文壇内の作品批評の最高権威であった、森鷗外主宰の雑誌『めざまし草』の森鷗外・幸田露伴・斎藤緑雨による匿名合評「三人冗語」の場において、鷗外から「われは縦令世の人に一葉崇拝の嘲を受けんまでも、此人にまことの詩人といふ称をおくることを惜まざるなり」と激賞されるなど、彼らから最大級の讃辞の言葉を与えられ、そのことにより樋口一葉の文名は世に広く知られるようになった。
『たけくらべ』には、吉原遊郭の人気華魁を姉に持つ「美登利」（みどり）という大黒屋の寮に住むおきゃんで気っぷのよい女王的な14歳の少女と、龍華寺僧侶の息子で勉強の出来る内気な15歳の「信如」（しんにょ、訓読みでは、のぶゆき）を軸に、鳶頭の息子で横町組を自認する16歳の乱暴者で餓鬼大将の「長吉」（ちょうきち）、長吉が敵視する表町組の金貸し田中屋の孫息子で人好きのする愛らしい13歳の「正太郎」（しょうたろう）、本来は横町組で大家の鳶頭に頭が上がらない貧乏な人力車夫の息子だが滑稽な三枚目の容姿で表町組にも行き来するひょうきん者の16歳の「三五郎」（さんごろう）などが登場し、吉原遊郭の裏手の町「大音寺前」（だいおんじまえ）で、吉原が生み出す金の流れに寄生して生きるしかない町人の子供たちの思春期前の活き活きとした喧騒と淡い恋心が、千束神社の夏祭りから大鳥神社の三の酉の市までの季節の移り変わりを背景にして詩情豊かに韻文を駆使しながら描かれている作品である。
一葉の代表作となった『たけくらべ』は当時としても一歩抜きん出ていた作品であったが、後世においても、明治時代に生まれた日本文学の不朽の名作としてその価値を位置づけられており、やがて大人社会の浮世の苛酷な現実に直面し、そこに繰り込まれざるをえない、それぞれの宿命を目前にした少年少女たちの子供時代との訣別の哀切さや、子どもの時間への哀愁が主題となっている小説である。

### 美登利が変貌する問題の章
ヒロインである紀州生れの14歳の美登利は、当初はよそ者として田舎者ぶりを笑われたこともあったが、遊廓を取り仕切る大黒屋の楼主から与えられる豊富な小遣いと、お転婆で気っぷのよい性格でゴム毬などを皆に大盤振舞して遊びを活気づけたため、子供たちの間で女王様（にょおうさま）的な存在になるが、「五」章で長吉から〈女郎め〉〈姉の跡継ぎの乞食め〉と罵られて泥草履を投げつけられて以来、学校に行かなくなり、遊び場の筆屋の店に集まる仲の良い小さい子どもや、姉弟のように親しい正太（正太郎）や、おどけ者の三ちゃん（三五郎）とだけ遊び暮すようになる。その後「十二」「十三」章で、つれない態度の信如との淡い恋の無言劇の心理描写が描かれた後の「十四」章では三の酉の市の日の場面となり、それまで明るい性格だった美登利の様子に変化がみられ、その後は仲の良かった正太郎とも遊ばなくなる。それが論争の焦点となっている以下の三の酉の市の日を境にした「十四」「十五」「十六」の章である。
「十四」
吉原遊郭の非常門も開いて、人々が自由に往来し賑わいを見せている大鳥神社の三の酉の市の日、正太は筆屋に来ない美登利を朝から探し、団子屋から「今さっき俺の家の前を通って揚屋町の刎橋から入って行った」と聞く。美登利は髪をきれいな大島田に結っていたという。正太が人混みに入っていき廓の角から出てきたところ、番頭新造のお妻と話しながら歩いている美登利が見えた。大島田の髪に鼈甲の櫛や総つきの花簪を飾った京人形のような美しい晴れ姿の美登利に見惚れている正太を発見した美登利は、正太に駆け寄っていき、お妻と別れて正太と歩き始める。無邪気な正太は、「よく似合うね」「いつ結ったの今朝かえ昨日かえ何故早く見せてくれなかった」と甘えるが、美登利は「姉さんの部屋で今朝結ってもらったの、私は厭でしようがない」とうつむいて往来の人目を恥じる。
「十五」
美登利には、〈憂く恥かしく、つゝましき事〉（つらく恥ずかしく、気おくれすること）が身にあったため、人の褒める声も嘲りに聞え、島田の髪の好ましさに振り返って見る人々の目も、自分を蔑むもののように見えて、私は家に帰るよと正太に告げる。酉の市に一緒に行こうと約束していた正太は「何故今日は遊ばないの、何か小言を言われたのか？ 大巻さん（姉さん）と喧嘩でもしたのか？」と子供らしく問うが、美登利は顔を赤らめるばかりである。団子屋の前を過ぎると、店から頓馬が2人の仲を冷やかし、美登利は一緒に来てはいやだよと正太より先に足を早める。
美登利の異変に気が気でない正太が美登利の家の中まで上がっていくと、美登利の母親が「おお正太さんよく来てくださった」と歓迎し、今朝から美登利の機嫌が悪くて困っているから遊んでやってください、と言う。正太が理由を訊ねると、母親は怪しい笑顔で「少したてば直るでしょう、いつも決まりのわがままさん、さぞお友達とも喧嘩しましょうな、ほんにやり切れぬ機嫌ではある」と美登利の方を振り返るが、いつのまにか美登利は小座敷に蒲団と掻巻を出して帯と上着を脱ぎ捨ててうつ伏している。
正太は美登利の側に寄り、病気なのか気分がすぐれないのか心配するが、美登利は何も答えずにただ忍び泣きするばかりで、困った正太は何も美登利を怒らせることはしていないのに「何がそんなに腹が立つの？」と美登利の顔を覗き込む。美登利は涙を拭って、正太さん私は怒っているのではありませんと答えた。
美登利の胸中は、どうしても話せない気後れのすることで、昨日の美登利の身には覚えのなかった思いが生れ、ものの恥ずかしさは言い尽くせず、ずっと１人にしてほしく、「いつまでもずっと人形と紙雛様を相手にしてままごと遊びばかりしていられたら、さぞ嬉しいことだろう」「ああ大人に成るのは厭なこと、何故このように年を取る」と1年前くらいに返りたいと考える。そして、ただただ「帰っておくれ正太さん」「話かけられると頭痛がする」と言い、正太の目に涙が浮んでいるのも気遣えず、「いつまでもここにいるのならもう友達ではない」と追っ払ってしまう。諦めた正太は、風呂場で湯加減をみている母親に挨拶もしないまま、庭先から駆け出していった。
「十六」
三五郎は、正太の機嫌がいつになく悪く、自分に対する口調も荒っぽいので、喧嘩でもしたのかと思ったが、そうではないと正太は答える。三五郎は、長吉の「片腕」の信如が近々町を出て僧侶の学校に行くことを正太に教えるが、そんなことよりも美登利の異変が気になる正太だった。
酉の市の日を境に、美登利は生れ変わったようなおとなしい様子で、たまに用事のある時には遊郭の姉のところには通うことはあるが、以前のように皆と活発に町で遊ぶことはなくなり、大の仲良しだった正太とさえ親しくせずに、いつも恥ずかしげに顔を赤らめている。周囲の人々は病気かと心配するが、母親だけは微笑んで「今にまたおきゃんの本性が現れまする、これは中休み」と訳ありげに言うだけである。何のことか分からない人は見当もつかず、女らしくなったと褒めたり、せっかくの面白い子を台無しにしたとそしる者もあったりする。静かになってしまった表町は火か消えたように淋しくなり、正太の美声もあまり聞かれなくなって、ときおりお供の三五郎のおどけ声が聞えてくるだけになった。
信如の噂を全く耳にしていなかった美登利は、信如に対するかつての意地をそのまま封じ込め、ここ最近の訝しいさまに自分が自分でないようで何事も恥ずかしいばかりだった。だが霜の降りたある朝、格子門の外から水仙の造花を差し入れる者があり、美登利はなぜかなつかしい思いがして、さびしく清らかなその花を眺めていたが、それが差し入れられた次の日は、まさに信如が僧侶の学校に行った日だったと伝え聞いた。

## 定説化していた「初潮」説の流れ
美登利の変貌の原因を「初潮」と解するきっかけとなっていたものは、最初に『たけくらべ』を評した「三人冗語」内で文豪の幸田露伴が、「美登利が島田髷に初めて結へる時より、正太とも親しくせざるに至る第十四、十五、十六章は言外の妙あり。其の月其の日赤飯のふるまひもありしなるべし」と、「赤飯」の文言を出したことの影響が大きいとされる。
美登利が島田髷に初めて結へる時より、正太とも親しくせざるに至る第十四、十五、十六章は言外の妙あり。其の月其の日赤飯のふるまひもありしなるべし。風呂場に加減見たりし母の意尋ねまほし。読みてこゝに至れば、第三章の両親ありながら大目に見て云々の数句、第五章の長吉の罵りし語、第七章の我が姉さま三年の馴染に銀の川同様以下云々の悲しむべき十数句、学校へ通はずなりしまであなどられしを恨みしこと、第八章のかゝる中にて朝夕を過ごせば以下の叙事の文など、一時に我等が胸に簇り起りて、可憐の美登利が行末や如何なるべき、既に此事あり、頓て彼運も来りやせんと思ふにそゞろあはれを覚え、読み終りて言ふべからざる感に撲たれぬ。—幸田露伴「三人冗語」
また、美登利の変貌の原因を「初潮」と解説した最初の人物は、1926年（大正15年）10月に至文堂から『樋口一葉論』を出版した日本近代文学研究者の湯地孝だったとされる。その後、『女人芸術』の主宰者であった作家の長谷川時雨が、1938年（昭和13年）8月に冨山房百科文庫から刊行された『評釈一葉小説全集』において「初潮」だと述べており、その後の一葉研究の書でも同様に解説している。
そして時雨の解釈を踏襲する形で「初潮」とする解釈が続き、1949年（昭和24年）の藤田福夫、1956年（昭和31年）の吉田精一、塩田良平、1958年（昭和33年）の和田芳恵、1961年（昭和36年）の蒲生芳郎、1967年（昭和42年）の村松定孝、1970年（昭和45年）の関良一、1972年（昭和47年）の青木一男、1974年（昭和49年）の松原新一、1975年（昭和50年）の前田愛、1981年（昭和56年）の藤井公明、1982年（昭和57年）の岡保生、1984年（昭和59年）の瀬戸内晴美などが「初潮」を迎えた微妙な心理として解説し、美登利の変化の原因は「初潮」でほぼ定まっていた。
例えば、樋口一葉研究の先達者の一人である作家の和田芳恵は、その日を「生理日」として、「十五」章において自宅の大黒屋の寮に帰った美登利が長襦袢姿になる意味について、正太郎との「距離」を暗示したものだとし、その描写の中にやがて遊女となる美登利の宿命が予示されているとした。
和田は別の論でも「初潮」と解釈し、子供から娘になった美登利の行く手には姉と同じく「身を売る稼業」が待っていたとし、自身に訪れた「生理的な変化」にとまどい、女に生れた「うっとうしさ」を仲良しの正太郎に当たり散らしたと解説した。
同じく一葉研究者で日本近世・近代文学研究者の前田愛は、『たけくらべ』を論じる上で、特に美登利の2回目の「受難の日」として「初潮」の意味を捉えて重視し、やがては遊女になる前の「子どもの時間」の終りを示しているとした。
作家の瀬戸内晴美は、「『たけくらべ』は日本の文学で女の初潮、メンスを正面から取り上げて書いたただ一つの文学」だとして、当時としては「画期的なこと」だったのではないかと解釈した。
その瀬戸内との対談でも前田愛は、美登利が迎えた「受難」であった「初潮」は単なる生理の問題だけではなくて、「もっと普遍的な問題」につながるように書かれているところに「凄味」があるとして、作品の主題の意味に触れた。

## 論争の発端

### 佐多稲子の「初店」説
1985年（昭和60年）の『群像』5月号にて作家の佐多稲子が、『たけくらべ』の美登利の変貌ぶりに関して、自分は美登利が「身を売った」ことによる「哀れさ」からだとずっと思っていたが、「初潮」という解釈が定説になっていることを最近知って驚いたとし、〈大人に成るのは厭やな事〉という独白については「初潮」とみなされてもいい表現だが、島田に結った髪を振り返って見る世間の人々が自分を蔑んでいるよう思ったり、顔を赤らめたりする美登利の様子は、単なる初潮が訪れたことに起因するものとは思えないと主張した。
そして佐多は、その「尋常」でない美登利の変りようは、処女を奪われたあとの憂鬱だとして、「大門の中で、店を張る華魁ではないとしても、密かに高価な『初店』が美登利の身に行われた」と推察し、「初店」（水揚げ）説を主張した。
佐多は、もし美登利の恥じらいや大人しくなった原因が「初潮ぐらい」であるのなら、『たけくらべ』は単なる「美しい少女小説」の域を出ないとし、さらに、美登利の母親に対する見方も長谷川時雨とは異なる見解を示して、母親の態度は美登利の処女喪失の意味よりも「もっと激しいこと」を描いていると解釈しつつ、憂鬱に沈んでいる美登利の状態を見ても〈怪しき笑顔をして少し経てば愈りませう、いつでも極りの我まゝ様〉〈真実やり切れぬ嬢さまではある〉と正太郎に言って、蒲団に伏している娘を「いささかも案じたり察しやったりしていない」この母親の態度を、娘を売って「華魁の全盛にあずかる境遇の、狎らされた人生態度」だと批判し、それも一葉が観じた浮世、〈憂き世〉への視線の一つであるとした。
続けて佐多は、近所の人々の言葉の中に〈折角の面白い子を種なしにしたと誹るもあり〉とあることに着目し、「初潮を誹るということはあり得ない」から、そのことを「初潮」説の提唱者はどう読んだのか疑問を呈して、美登利の変貌に込めた作者の意図を以下のようにまとめた。
この佐多の「初店」説が発表されると、いち早く作家の大岡昇平が『文學界』6月号で賛意を示し、自身も最初にそう読んでいたが、映画化された作品での「刎橋を渡る美登利をひそかにうかがう信如と正太、のラストシーンにだまされて、変な先入観（後入観？）」が形成されていたことを恥じた。

### 前田愛の反論と代案「成女式」説
「初潮」説者の前田愛は同年の『群像』7月号にて、佐多稲子の説を「これまでの常識を破る斬新な異説」とし、「初店」が美登利の身の上を襲ったという「断案」には瀬戸内晴美の「初潮」説に劣らない迫力があって、佐多の筆はそれまでの『たけくらべ』論の「盲点を的確に衝いている」としつつも、いくつかの疑念があるとしておもに3つの点から反論をした。
前田はまず、吉原遊郭の「初店」（「初見世」ともいう）の儀式について、元花魁の森光子の日記『光明に芽ぐむ日』(1926年12月)を参考に、遊女が初見世に出る前には吉原病院で性病検査が行われ、それから源氏名を記した紙札が1か月間店先に張り出される流れを説明した上で、佐多の言うような裏取引の「生臭い秘密」の「初店」（水揚げ）が酉の市という自由に人々が行き来する日にやるとは思えないとし、逆にその賑わいを利用するという見方も成り立つともいえなくもないが、『たけくらべ』のテクスト内の「タイム・テーブル」として、団子屋の息子から、〈今の先己れの家の前を通つて〉美登利が揚屋町の刎橋を渡って廓に入ったことを教えられた正太が、いったん廓の中に紛れ込み人波にもまれながら廓の外に出たところで番頭新造のお妻と一緒いる美登利に出くわす流れを読むと、美登利が揚屋町の刎橋を渡って廓に入り再び出てくるまでの時間は「どう見積っても一時間以内」であり、その短い時間内で「初店」が行われるのは無理であろうと反論して、廓内では「初店」自体が行われたわけではないとした。
次に前田は、発表当時の『たけくらべ』をいち早く絶賛した森鴎外・幸田露伴・斎藤緑雨の「三人冗語」内で、「当代きっての小説の読み巧者」の露伴も初潮と解釈していることを重視するとして露伴の評を挙げながら、「赤飯のふるまひ」は初潮が訪れた祝いに赤飯を炊く「成女式の習俗」であり、娘になった印の島田髷と対応し、「此事」は初潮を指して、「彼運」は遊女になる宿命を意味しているとした。
そして前田は「ここからはまったくの憶測」と前置きした上で、佐多には「初潮説の意味をできるかぎり切りさげなければならない理由があった」として、美登利は「高価」な商品であるがゆえ「初店」の日は慎重に選ばれるはずで、「女性がけがれる生理日をわざわざ指定する客は、よほど特別な趣味の持主」であるから、その日が初潮日でないことが佐多の説には必要だったとし、佐多が殊更に「初潮」説を退ける理由を推察した。
3点目として前田は、「初潮」説者の長谷川時雨が解説中で『源氏物語』の「紫の上」や、一葉が幼時に愛読していた江戸時代の草双紙『偐紫田舎源氏』（柳亭種彦著）の「むらさき」にも触れていたことを挙げて、美登利と信如の微妙な恋の心理が描かれる「十二」章に『源氏物語』の「若紫」の巻がオマージュされ、正太と口を利こうとしない美登利の変化が描かれる「十五」章には「葵」の巻の14歳の「紫の上」と光源氏の「初夜のおむづかり」のエピソードがパロディ的に踏まえられたことを時雨が念頭に置いたことを説明した上で、「テクストのあわいにゆれうごく虚のイメージ」、「（美登利の初潮の）背後に透し見られる虚のイメージ」として示唆したその時雨の鑑賞は『たけくらべ』の「ある核心に触れている」として、同じく「初潮」説者の和田芳恵が「十五」章での正太と美登利の「距離」の近さを、やがて来る美登利の宿命（客として来る正太を遊女として迎える宿命）を予示したものと論じたことも時雨の見立て同様に『たけくらべ』のテクストの「多義性、初潮と性体験のダブル・イメージ」を認めているとして重視した。
そして前田は、正太が〈だけれど彼の子も華魁に成るのでは可憐さうだ〉と言い、〈十六七の頃までは蝶よ花よと育てられ……〉と「曲輪」に売られた娘を歌った流行歌「厄介節」を無意識に口ずさんでいたことを指摘し、「すでに遊女としての美登利を先取りして見ている」彼のまなざしが、初夜をすごした紫の上をみつめる源氏のまなざしに重ね合わされている」のが「一葉の本意」だとし、初潮では「人の世の哀れさ」に触れない底の浅い作品になってしまうとした佐多のその考え方の立ち位置自体に疑問を呈しつつ、「佐多さんの解釈に錯誤があるとすれば、『たけくらべ』という変幻自在なテクストを、近代小説の枠組に当てはめようとした勇み足だと思う」と批判した。
しかし前田は、佐多の「作家的想像力」を尊重し、佐多の説も『たけくらべ』の謎の多い「テクストの曖昧さ」「空白」から促された「もう一つの回答」であるとし、佐多の「初店」説は「既知のテクストとのズレや軋み」を免れないとしつつも一定の歩み寄りを見せて、廓の中で行われたのは美登利が「遊女として初見世に出ることになった前祝い」の「成女式」だったのではと、テクストの「空所」に対する回答として最後に「いたって平凡な代案」を提示した。

### 2人の応酬後の新聞・週刊誌の反応
佐多稲子と前田愛のやり取りについて早速取り上げたマスメディアは、同年の『朝日新聞』6月20日号で、「佐多説は『たけくらべ』の前後の筋の流れからいって、強い説得力がある」とし、「（前田が）たいへん気持のよい反論を書いている」と伝えて、「恐らく、その夜にも初店が『行われる』と知らされた少女の、やり場のない不安や恥ずかしさではないか、と一シロウトは感じたのだった」という記者の感想も書かれた。
『サンデー毎日』では「現代版『たけくらべ』読みくらべ論争（一葉さんも頭が痛い!?）」という記事を組んだ。また、佐多の「初店」説を読んだ一般の人々からの賛意を示す手紙が佐多のもとに20通ほど来たという。

### 佐多稲子の再論
前田愛の反論を受けてから『学鐙』8月号に佐多稲子が再論を掲載するが、その中には「前田さんが、佐多が初潮と初店を重ねている、と書かれたのは私には解せなかった。自分としては、どこにも初潮と初店を重ねた書き方はしていないのだが、よほど表現が足りないところがあって、前田さんの誤解をまねいたらしい」という文言があり、これは前田の反論の中の「女性がけがれる生理日をわざわざ指定する客は、よほど特別な趣味の持主」なため、「初店」説を提示する佐多が殊更に「初潮」説を退ける必要があったと推察した部分を指したものという見方もあったが、この佐多の発言に関しては、前田の論旨を佐多が誤解したものともみられている。
佐多は、前田の1点目の反論での、美登利が揚屋町の刎橋を渡って廓に入り再び出てくるまでの時間は「どう見積っても一時間以内」であり「初店」は無理だという見解については、その当日ではなく前日の晩に行われてから、明朝に姉の部屋で島田髷を結ってもらったと見ればよいとする、時間的な補正をした。
また新しい論として、「三人冗語」での幸田露伴の文言の中に、「風呂場に加減見たりし母の意尋ねまほし」とあるのは、露伴が「母親の湯加減を見るのをいぶかしくおもっている」という意味ではないかとして、「従来女は、月のさわりのとき、風呂には這入らなかった」のだから、母親が風呂を沸かしていたところから「初潮」ではないと主張した。
しかし佐多は、前田の反論が「優しく」書かれていたため、特に前田に対する論戦で書いているのではないとして、自分としての「読み取り方」を提出したというだけであり、「定説に立ち向うほどのつもりはない」と最後にまとめた。
この佐多の再論に対しての前田のその後の応答は特になかった。なお、前田はこの論争の2年後の1987年（昭和62年）7月に病没する。

## その後の同年1985年の展開

### 佐多稲子の説への支持
佐多稲子の『学鐙』8月号での再論が終った後の同年の『群像』9月号では、作家の野口冨士男が藤井宗哲著『花柳風俗語辞典』を引きつつ、「初店」と「水揚げ」は別のことではないかとしながらも佐多の説に賛同し、「水揚げ」の語源が「新造の船を陸に上げること」の類語で「一人前になる」という「元服」と同意であったことを説明し、「水揚げ」とは半玉や遊女見習などの初夜を買うことを指すとして、「朝からの結髪は、あらかじめ大人たちによってきめられていた『元服』のための準備態勢ではなかったのかとも考えられる」とした。
野口は、前田の論は「理づめな論旨」だとし、前田のことを「いっけん決め球を持たぬ投手であるかのように見えぬでもない」として、「実作者としての自由な佐多説のほうが、前田氏の理づめな論旨の展開よりも魅力的である」と述べた。また野口は、『文藝春秋』6月号での「東西芸者とっておきの内緒話」を引きつつ芸者の場合は赤飯を炊くことは「新造出し」や「水揚げ」にもあることを挙げて前田に反論し、赤飯の習俗について前田が「前提を一般社会の習俗のほうに引きつけすぎているきらいがあるのではないか」とした。
さらに野口は、佐多の再論と同様に、母親が風呂を沸かす点についても言及し、花魁の姉の後を継ぐ美登利の存在は「お姫様」「主人公」であり、遊廓における雇われ人の親は美登利の「寄生虫」「しもべ」のようなものだから、その娘が月経で入れない時に両親が自分たちだけのために風呂を沸かすことはないだろうとした。
9月には、3年前に「初潮」説で『たけくらべ』を解説していた日本近代文学研究者の松坂俊夫（山形女子短期大学教授）が『山形新聞』紙上で、佐多の「初店」説に衝撃を受けたとし、前田の反論を受けた佐多が「だってその日、母親は風呂場で湯かげんをみているもの」、「美登利の初潮の日に風呂をわかすだろうか。従来女は、月のさわりのとき、風呂に這入らなかった」と再論したことに触れて、「私はこの佐多氏の具体的でみずみずしい表現に、まぶしい作家の視線を見た」と述べ、野口冨士男の赤飯の指摘などにも触れた上で、以下の3点の理由から「現在は佐多氏の解釈に左袒したいと思っている」と表明した。
佐多の最初の論の直後に「初店」説に賛同していた大岡昇平は、佐多の再論の後の『文學界』11月号でも、「メンスの間であれば湯に入らないのは今日では小学生でも知っている」として佐多を改めて支持し、この日の美登利の言動にしても「吉原近辺のませた子どもたちの間では、初潮ぐらいでは片附きそうもない、はげしさがある」とした上で、時間的な点も前日に起ったという佐多の意見に準じつつ、「明治の検閲」を逃れるために施された解釈の複雑さがあるのではないかとした。
また大岡は、当時一葉の作品を読むのは「大正でもインテリ志向の男女だった」として、そうした読者層を頭に入れないと解釈が狂うとし、「初潮ばかりにこだわって、作品全体の読者との一対一の対応を忘れないように願いたい」とも述べた。
同年秋には、同じく作家の吉行淳之介が『週刊宝石』で「初潮」か「水揚げ」かについては、一方のA説を読めば「なるほど」と思い、もう一方のB説を読んでも「なるほど」と思って、「定見がない」「定見が持てない」として、「この問題に介入する力は、到底持てない」と断りながらも、佐多が美登利の母親の言葉の意味を「娘を金に換えるのに馴れている親のセリフ」だと指摘したとして、その見解を読むと、佐多の「水揚げ」説へ「かたむきそうになる」と表明した。

### 前田愛の説への支持
佐多稲子の再論が終った同年の『本の窓』9月・10月合併号では、日本近代文学研究者の岡保生（青山学院大学教授）が前田愛の論への賛同を示し、「各紙は前田氏の学殖に敬意を払ったものの、依然として佐多説を捨てかねているような論調が見られる」と批判的な前置きした上で、「初店」「水揚げ」というものは盛大な儀式であるはずだと、中村芝翫著『遊廓の世界』（1976年）や、初代市川猿之助こと喜熨斗亀次郎の妻・喜熨斗古登子著『吉原夜話』（1964年）の中の話を例に引きながら、遊女になる過程には一定のコースがあることを指摘し、花魁の姉を持つ美登利がそうしたコースの儀式を経ずにいきなり遊女になるはずがないと、佐多の秘密裏の「初店」（水揚げ）説への疑問を呈した。
岡はまた、母親が正太に〈今朝から美登利の機嫌が悪くて、皆なあぐねて困つてゐます〉と言って〈怪しき笑顔をして少し経てば愈りませう〉と語っている部分に、〈今朝〉美登利に初潮が訪れたことを正太にそれとなく教え、それはまた同時に読者にもそれをほのめかしている箇所だとして、〈少し経てば愈りませう〉は長谷川時雨のいう「医者のいらない病気」（初潮）を暗示したものと解釈するのが自然だとした。そして、美登利の島田などのいでたちは、遊女見習いの「禿の支度であろう」とした。
『月刊カドカワ』9月号では、作家の瀬戸内晴美が美登利の初潮説にあくまでこだわるとし、一葉が愛読していた井原西鶴が、『好色五人女』で花見幕のかげで処女を失ったお夏をその腰の描写一行で表現したことと、一葉が「二つの祭りの賑いで飾った劇的な『たけくらべ』」で「初潮をクライマックスに据え」て「女の生理の変りめ」を描いたことに、互いに呼応し合う共通点を感じるとした。
同年の『群像』10月号では、評論家の松本健一も前田の説を全面的に支持し、前田の反論は、「『初店』の事実を想定しているのは、作者の樋口一葉ではなく、佐多稲子だ」という主旨があり、「初店」だと「想定」する佐多の「固有の立場」（＝「表現の場所」）は否定してはいないものの、「このテクストを創った一葉の『表現の場所』からはそのような読みとりかたはできない」という主張があると強調した。
また、野口冨士男の前田批判について松本は、「前田説は精巧なガラス細工である」と評されたようなものとしつつも、前田の反論は「学者の文学研究の域をこえて、批評という領域にはいりこんだ」秀れたもので、「文芸批評が独立した創造行為である初源を、実例によって提示したもの」と高く評価し、前田がアカデミックな研究学者として、「テクストの空白」を重視する姿勢で佐多の「初店」説の無理を論理的に指摘しつつ、自身の「初潮」説もまた完全には論証不可能ながらも研究の上に立脚した文芸批評的なスリリングな想像的な一面も同時に見せていたことに共感できたと、その後にも改めて述べた。
『國文學』10月号では、日本近代文学研究者の小森陽一（成城大学助教授）も前田の説を支持し、佐多の言うように、美登利の〈憂き事〉を「我が身の上で経験した」ことに限定してしまうことは、「彼女の苛酷な運命」を、自らの〈憂き事〉〈口惜しさ〉〈恥しさ〉として引受けていく他の子どもたちの「共感の可能性」と、「読者自身が参加すること」を奪ってしまうとし、「新造出しの儀式と初潮が重なった」と解説中の注解で述べた。
小森は、全体の作品解釈としては前田論「子どもたちの時間」での「かつて子どもであった私たちの原像」を夢みることには否定し、子どもたちを取り囲む言葉の「網状組織」（ネットワーク）という独自の視点から、〈貸座敷〉〈検査場〉〈お宗旨〉など「制度」としての言葉の「近代化の網状組織の網の目」に捉えられた子どもたちの生きる場は純粋無垢な遊びの時空でないとし、そこに「子どもたち全てを、ひとしなみにからめとっていく、近代国家形成期の状況」を背景として見て、それを「どう追体験していくかに、共感の絆がつながるか否かの分岐がある」とした。また美登利同様に中心的な人物の信如については、「信如とは、全ての者が売り手と買い手に分節化されてしまうイチとしてのマチに住む子どもたちの、口惜しさと恥かしさをわずかに残している負の吸引力を持つ場だったのだろう」とした。
『群像』10月号では比較文学研究者の満谷マーガレット（共立女子大学教授）が、吉原遊廓界隈の裏町という特殊な環境の話である『たけくらべ』になぜ「普遍性」があるのかを考察し、「時代や国境を越えた子どもらしさ」の生き生きとした描かれ方や、明治の立身出世を目指す若きエリートの「夢とも自由とも無縁」な人達の物語から看取できる「裏街道から明治という偉大な時代を眺めていた一葉の視線」を評価する中で、この論争にも触れつつ、佐多や野口、前田それぞれに説得力があるものの、「初店」は吉原遊郭という特殊な世界の行いで「普遍性」がないのではと疑問を呈して「初潮」説の方をとると表明し、「『初店説』か、初潮説か、どちらをとるにしても、美登利には遊女としての運命が待っていることになるし、その象徴的な意味も変わることもない」とした。

### 中立的見解

#### 論争についての意見
1985年（昭和60年）7月に文芸評論家の加藤典洋は、佐多と前田のやり取りから始まった論争に触れつつも、加藤はそのどちらの説に賛意を示すものではなく、両説への見解の中に「これが佐多の『新説』提起ではなく、ありうべき一つの解釈がこれまで『ステレオタイプのわきで待たされ』てきたことへの『異議申し立て』なのだとする指摘は見当たらない」と感想を述べた。

#### 前田の「成女式」説寄り
1985年（昭和60年）9月に一葉研究者の野口碩は、特にこの論争には触れてはいないものの、荒木慶胤著『樋口一葉と龍泉寺界隈』（1985年）の「序説にかえて」において、龍泉寺町の住人、特に〈廓者〉という住人の間では娘に初潮が来たら、その子が廓に行くのが一番の親孝行だという話を聞いた一葉が衝撃を受け、それから『たけくらべ』の後半を加筆して定稿が出来たことを解説した。
「初潮」説で24年前に論文を書いていた日本近代文学研究者の蒲生芳郎（宮城学院女子大学教授）は、佐多の再論後の同年11月に、この論争に関する講演を行なったが、「初店」説、「初潮」説のどちらかに加担しているものではなく、どう読解するかは最終的には読者の「想像力の自由」に委ねられると考えて議論の活性化を呼びかけた。この講演記録は翌1986年（昭和61年）の大学誌に掲載された。
蒲生はその講演の中で、前田が「初潮」説の原点として幸田露伴の評語を挙げた点については、「『三人冗語』の面々に対する尊敬は尊敬として、彼らの権威を絶対化するのでないかぎり、それだけで別な〔読み〕の可能性を封ずる根拠にはならないだろう」とし、佐多の「初店」説については、三の酉の市の「ハレの日」の昼間の短時間にあわただしく行われたとすると「不自然」だとして、島田髷や着飾った着物も乱れて整い直す問題を指摘しつつ、佐多がその後、前日の晩に行われたと軌道修正した説ならば説得力があるとした。
また、前田の数々の反論は佐多の説を論破したともいえず、かといって佐多の「初店」「水揚げ」説も全面的に賛成するには「一抹の不安、ある種のためらい」が残り、作品内に「その出来事を暗示し示唆する伏線や状況が何一つ――少なくとも目につきやすい形では何一つ用意されていない点が気になる」として、佐多が挙げた〈折角の面白い子を種なしにした〉という近所の人たちの言葉にしても、その文の最初の句には〈知らぬ者には何の事とも思はれず〉とあるため、そこに「初店」の暗示を汲み取るには無理があり、母親が風呂の湯加減を見ていた点についても、美登利のためだとは限らないとした。
その上で蒲生は、前田が最後にまとめた「廓の中の成女式」に説得力があり、初潮と同時に、成女式のその日に美登利が〈女郎〉という「自分に定められた役割の何たるか」を明確に言い渡され、「はじめて自分の置かれている境遇、その立場がよく見える場に引き出された」として、「初潮という、うっとうしい女の生理と、それに加えて、金で売られ、金で買われるべく定められたわが身の立場の自覚と、その二つが同時に美登利の身を襲った」と推察しつつ、蒲生自身の以前の論では「つたなき宿世」への自覚に促されたであろう美登利の具体的な出来事に言及していなかったことを反省した。

## 翌1986年から1989年までの展開

### 佐多稲子の説への支持
翌1986年（昭和61年）9月には、ノンフィクション作家の澤地久枝が著書『ひたむきに生きる』の中で佐多の説を全面的に支持し、「水揚げをさせられて、少女が無理にも性的に女としての経験をさせられたのではないかと新たな問題提起を」佐多がしたとして、「女性ならではのこまやかで深い洞察には説得力があって、わたしは共感した」と述べた。
同じく9月には、前年に「初潮」説から「初店」説に変わったことを『山形新聞』で取り急ぎ表明した松坂俊夫が『國文學』において再び、佐多に左袒すると述べて、佐多の説の方に優位があるとした。
同年11月に開かれた「日本近代文学会関西支部秋季大会」シンポジウム「『たけくらべ』をめぐって」に参加した日本文学研究者の山根賢吉（甲南女子大学教授）は、「水揚げ」の説は佐多が初めてではなくて、約30年前の1956年（昭和31年）に、とある法制史・法律学の大家が、学生だった明治時代に従兄弟などから聞いた吉原に関する「哀話」を根拠にして秘密裏の「水揚げ」説を短歌雑誌『明日香路』（長野県で出版）に「太田一夫」という匿名で発表していたことを紹介した。
山根が紹介した「太田一夫」が「水揚げ」説の根拠とした「哀話」は以下のようなものであるが、「太田一夫」の説は当時、関良一によって「水揚げ説が提示されているが、そうではなかろう」と否定された。
その上で山根自身も「初店」説寄りの意見を示し、美登利の「初潮」はすでに「十四」章以前に済んでいるとしながら、「初潮というのは十二、十三章から読み取るべきではなかろうか」とし、下駄の鼻緒が切れた信如のために格子戸から美登利が投げた〈紅入り友仙〉が「初潮」を暗示しているのではないかとして、美登利の「初店」は、三の酉の市の日の「夜」に行われる予定で、「十四」「十五」章は美登利の「最後の処女の姿」だったと解釈した。
同年12月には、近世演劇研究者の河合真澄（愛媛大学教授）が古典文芸との関係から『たけくらべ』を論じる中で、『源氏物語』の「若紫」の巻の下敷きの観点に着目して佐多の説を支持した。
1987年（昭和62年）7月（掲載紀要に3月とあるが実際は7月）になると、先の松坂俊夫がこれまでの論争の経過などを大学紀要に詳細にまとめた上で、結論的には佐多の「初店」説を支持する論考を改めて発表した。松坂は「美登利の変貌は、一見初潮によると思われるが、実は初店に拠るという、二段階の、あるいは複眼的な読みがなされなければならない」と考察した。
「初店」説を支持する論拠として松坂は、佐多の論拠以外の新たな視点として、廓から美登利が〈番頭新造〉のお妻と一緒に出てくる場面で、美登利が正太と一緒に帰るためお妻に〈佐様なら〉と別れの言葉を発した後に、お妻が〈あれ、美いちやんの現金な、最うお送りは入りませぬかえ〉と返すところから、すでに美登利は〈番頭新造〉のお供が付く「華魁」の身分になっていることが読み取れるとして、美登利の〈京人形〉のような〈極彩色〉の装いは一見「成女式」の装いを思わせながらも、「実は、それは華魁の扮装」であると推察した。
その年の7月27日に前田愛が56歳で病没した後の翌1988年（昭和63年）になってくると、「初潮」説よりも佐多の「初店」説を支持する論が増えてくる傾向となった。
1988年（昭和63年）には、フランス・日本近代文学研究者の西川祐子（京都文教女子大学教授）が佐多の説をとりつつも、「初店」なるものにおいて、本当に処女である必要はないだろうという論を展開し、｢性が商品として扱われる場合､売り主は初潮をみて商品の成熟を確認する必要はない｣とも述べて 、｢未成熟のままうけた陵辱｣が､勝ち気だった少女・美登利の性格を変えてしまったと解釈した。また前田の論に触れつつ、「前田愛氏の反論はむしろ一葉の韜晦のテクニックの数々をわたしたちに示しているように思える」とも述べた。
西川は、一葉の日記などに基づいて書いた一葉評伝の注解内においても、島田髷に花簪をつけて着飾る盛装について、「初店準備、商品化準備だとしなければ、『たけくらべ』と一葉の龍泉寺体験を結びつけることはできない」とした。
同年には他に、平安文学研究者の大橋清秀（帝塚山学院大学教授）が、元花魁の森光子の日記『光明に芽ぐむ日』(1926年12月)の「初見世日記」と『たけくらべ』の記述を照らし合わせながら、「（美登利も）水揚げの日の朝にやはり島田髷を結っていたのだ」として「水揚げ」説を支持した。

### 前田愛の説への支持
1986年（昭和61年）には『海燕』2月号で作家の増田みず子が、前年の野口碩の「序説にかえて」に触れた上で、感覚的に「初潮」説を支持したいとして、「私自身の『感情的』意見としては、初潮を迎えた美登利が廓へ連れていかれて得心させられ、実態を知らされた日、と考えたい」と述べつつ、〈母親怪しき笑顔をして少し経てば愈りませう、……〉という母親の言葉に関しては、「それにしてもその時の美登利の母親の陽気さが薄気味悪い」とした。
『国文学 解釈と鑑賞』3月号では、日本近代文学研究者の山田有策（東京学芸大学教授）が佐多と前田の論争には触れずに、従来の「初潮」説のまま『たけくらべ』に言及し、その年の11月に開かれた「日本近代文学会関西支部秋季大会」のシンポジウム「『たけくらべ』をめぐって」では、「初潮」を迎えた美登利が「それまで無意識に抱いていた大人になることへの嫌悪、あるいは大人になることへの激しい憎悪を顕在化」させたとし、美登利の変貌をめぐる論争に関しては、「初潮」以外の「初店」や「水揚げ」などの読み方の「自由な想像」が可能なのは、その問題の終盤の章では「語り手をのり超えてしまい、正太郎や美登利になりきった記述者である一葉の内的世界がつよく露出してしまっているからだ」といえると解説した。
同じくそのシンポジウムに参加した日本文学研究者の橋本威（梅花女子大学教授）は、「初店」は盛大な行事だから隠れてこっそり行われることはないとして佐多の説を否定し、作中の〈此処志ばらくの怪しの現象〉という語句からも、「初店」では〈此処志ばらく〉という意味はおかしく、また、「初店を〈現象〉と言うのは、すごぶる不自然」で、この〈現象〉は「初潮」と解釈するのが自然だとした。
1987年（昭和62年）5月には日本近代文学研究者の塚田満江（京都女子大学教授）が、作品後半の秋の大鳥神社の祭は美登利の「様変わり」の背景とはなってはいるものの、美登利の「変貌」だと呼ばれるような「性格の変化」や「心理的動揺」には、夏祭りの千束神社の祭の時ほど深くは関わっていないとする論の中で、草稿のみどり（「雛鶏」）から美登利（『たけくらべ』）の「様変わり」の「十四」「十五」章を、いきなり「少女から娘を超えて、女に変貌」したと解する説は、「飛躍」というよりも「不思議」だとした。
また塚田は、美登利だけを主人公に据えていた草稿「雛鶏」では、「お祭り騒ぎ」の前後における子どもたちの「時間と空間」を描くのが主眼であったが、結ばれない淡い初恋の相手の信如を主人公に据えた「七」「八」章以降を組み入れた『たけくらべ』では、夏の千束神社の祭時の「偶発」の事件「五」「六」章を発端とした「偶然」の結果として導かれた秋の「お酉さまの日」（酉の市の日）は、「（美登利の）様変り」「（勝気な娘、神経質な少女によくある）生理前後の鬱症状、躁状態」を露わにする「季節」となったに過ぎないとして、美登利がうなだれていた理由の中には「十二」「十三」章で信如に振り向いてもらえなかった「悲しさ」も窺えるとした。同月の別の論でも塚田は、廓の中にいた時間の問題について前田同様にその短さを指摘し、美登利が「猅々爺」や「道楽男」の「陰気な愉しみ」の遊び相手になっていられる時間があったとすれば「たちばなし」程度だろうとした。
その年の6月には、日本近代文学研究者の関礼子（嘉悦大学短期大学部専任講師）が「悪場所」論と「少女」論を導入し『たけくらべ』を論じる中で、美登利変貌の原因の論争に触れて、「小説にはっきり何と書かれていない変調の原因を突きとめることは興味深い作業であるが、だからと言って小説に書きとめられている表層の変化の意味するものを軽視することは賢明ではない」として、美登利の変化は〈初々しき大嶋田〉という記号に「あざやかに象徴されている」とし、女性の「成長儀礼」だった「成女式」に関して桜井秀著『日本風俗史概説』（明治書院、1950年）を参考にしながら、「初笄」（はつこうがい）と「着裳」が「古来から受け継がれた成女式の根幹」を為していたことを挙げ、美登利の「成女式」が行われたことだけは、テクストから読み取れるとした。
そして「十四」章以前の、おきゃんで男まさりの気性で〈前髪大きく〉垂らしていた美登利にすでに初潮があったとは考えにくく、その後に美登利が初潮を迎えたことで、それを待ち構えていた周囲の大人たちによって「成女式」が行われ、遠からず訪れる「初店」について大黒屋の主人から告知されたと考えるのが自然な解釈だと、前田の説に準じる論を展開した。
その上で関は、小説『たけくらべ』が「まぎれようもなく受苦の表情を帯びている」のは、美登利という一人の少女の「葬送にも等しい変容の劇」に、同じ学校仲間、子ども仲間であった長吉や信如ら地縁の少年たちが、大音寺前という土地が無意識に持っていた吉原（悪場所）に対する「悪意」を彼らがまた無意識に演じ、美登利を「悪場所に送り込む引導渡しの役」を引受けて深く関与している作品構造に起因するとし、紀州から吉原地域にやって来た「マレビト」「異人」でもあった美登利に対する「異人殺し」の役も彼らが担い、「排除された不幸なる生け贄」の美登利への「鎮魂」の「物語」という「供犠の現場」の意味を、赤坂憲雄の『排除の現象学』の「物語」定義を敷衍しつつ論じ、前田の「子どもたちの時間」論に連なる『たけくらべ』の持つ物語の普遍的な意味を重視した。

### 中立的見解
日本近代文学研究者の薮禎子（藤女子大学教授）は、1987年（昭和62年）までの論争をまとめた上で、作家の佐多の説が「大方の虚を衝くという形」で現れて問題提起がなされたことを評価しつつ、「初潮」説を「暗黙の了解の下」で発信していた学者らに「安全地帯にお互いのうのうとしていた所があったのではないか」と指摘すると同時に、それぞれの説の当否や賛否のいずれも、論議の路線や方向などが佐多の誘導のまま「吉原的世界、制度からの検証の側に一方的になびきがちだったのは、反省されねばなるまい」とし、『たけくらべ』の「作品固有の魅力の解明、時代を超え、環境を超えて、一世紀近くなぜ広く愛好され、享受されてきたのか、といった辺りへの顧慮」を置き忘れた論議はいかなるものも無用になるだろうとした。
薮は、佐多の見解について前田が「変幻自在なテクストを、近代小説の枠組に当てはめようとした」ところに錯誤があると指摘した点は理解でき、娘の美登利に対する「母の非情さ」に近代小説の面目を見る佐多の読解は「いびつな拡大鏡といった感を免れない」として、母親の非情さを強調させることでしか『たけくらべ』の価値に言及できないとしたらおかしいとした。
また薮は、「初潮」説を論じる前田が、幸田露伴が言及した「赤飯」の件から「初潮」の「成女式」を挙げるなどした「習俗」へのこだわりが、逆に野口冨士男が出した芸者の「習俗」の事例により論破されてしまったことを「危ない落とし穴」だったとしつつも、薮自身は野口の主張には同調せず、一葉に吉原界隈の見聞があったとしても「一葉の感覚や理解は、吉原の習俗よりは一般社会の習俗レベルにより近かった」のではないかとして、吉原界隈の規定にこだわりすぎるのは逆に一葉の世界観を壊すことになり、そうした面での細かな整合性の過度の論議は特に必要なく、文学研究にとってはそのような細部の検討に固執することは、結局は作品を解体させてしまうことになるとした。
そして、解読すればするほど、「作品そのものよりも解読の型とか方法のみが大写しに出てきて、有機体としての作品はかえって向こうに遠ざかる」傾向が強くなりすぎるのではないかとし、佐多の読解にも「いびつな拡大鏡」があったが、前田の論にしても「フィルター越しに作品を見てしまってはいないだろうか」という疑問を投げかけ、そうした意味で、一般的な自然な理解としては、一葉研究の第一人者の和田芳恵の解釈を補強する形で、「禿の支度」とした岡保生のような「簡潔な」方法で「初潮」説を説明する方が一般的な理解としては妥当だとした。
なお、薮自身は、美登利の変貌について、「単なる生理の問題でなく、大人になるという不可避の時を迎えた者の、無明の世への予感と戦慄」だったのではないかと論争以前の1979年（昭和54年）に発表していた。

### 「検査場」説
1988年（昭和63年）の『文学』7月号では日本文学研究者の上杉省和（静岡大学教授）が、佐多の説も前田の説も今ひとつ決め手に欠けるとして、作中で正太郎が口ずさんだ「厄介節」を踏まえ、その流行歌の歌詞の続きに「検査」の時の辛さが「八千八声のほととぎす、血を吐くよりもまだ辛い」と歌われていることから、明治から強制として始まっていた梅毒検査の「検梅」説を提示した。
上杉は、佐多の「初店」「水揚げ」説では、揚屋町の刎橋から出てきた美登利が正太郎を見つけて自分から駆け寄っていくことはしないだろうと推察したが、自説についても、「何故、酉の市の日を選び、しかも島田髷に晴れ姿で」検査なのかという疑問もあり、盛装をしたのは「周囲の人達への偽装工作」かもしれないが、自分の説もまた決め手に欠けるとした。
なお、明治当時は遊廓の北の水道尻には娼妓の健康診療所があり、その前の空地を土地の人々が「検査場」と呼んでいた。

## 1990年以降の展開

### 佐多稲子の説への支持
1990年（平成2年）になると、谷崎潤一郎の助手を務めたこともある平安文学研究者の榎克朗（大阪教育大学教授）が、三の酉の市の前の晩に「水揚げ」があったという説をとり、「三人冗語」での森鷗外や幸田露伴も「暗黙のうちに『水揚げ』を念頭に置いて物を言っているのだと思う」と推察した。「初潮」に関しては「七」章で描かれる〈春季の大運動会〉の時、転んだ信如に美登利が〈これにてお拭きなされ〉と介抱した〈紅の絹はんけち〉がそれを暗示しているとして、それが美登利の「春のめざめ」の標識であり、「幼女」の身心を卒業した「少女」を暗示するものと読み取り可能だとした。また、榎は妻が短歌雑誌『明日香路』の同人であったため、1956年（昭和31年）の「太田一夫」による「水揚げ」説を知り、それから自身が務める大阪教育大学でもその説で教えてきたことにも言及した。
1992年（平成4年）には、それまで「初潮」説や前田の「廓の中の成女式」寄りながらも中立的であった蒲生芳郎がその後に再考して、前の日の晩に処女喪失があったとする佐多の説を全面的に支持するようになった。母親が風呂を沸かす点についても以前の考え（親たちが入るため）を翻し、美登利が初めて「身を汚して」自分たちに「黄金」をもたらしたことへの「ねぎらい」のために沸かしたと解釈した。

### 前田愛の説への支持
1995年（平成7年）に佐多稲子の研究者の北川秋雄（姫路獨協大学助教授）が、これまでのこの論争をまとめた上で、そもそもが『たけくらべ』の「一」章の記述から当時の15、6歳はまだ子どもの部類に属していたことが示されており、「十四」章で正太郎が歌う「厄介節」でも〈十六七の頃までは蝶よ花よと育てられ……〉とあるように、まだ14歳の美登利の「処女喪失解釈」は「あらかじめ封じられているとみるべきではないか」とし、当時の吉原の「年季奉公」の風習でも16歳までは「かぶろう」（禿）として見習いを務めることになっていたことに触れて、まだ「初潮」もない少女の肉体をいきなり「実際の商品」として売り出すことはまずないとし、佐多の説やその支持者の論拠などにも疑問を呈して「初潮」説の方を支持した。
北川は、佐多が時間的な無理を前田から指摘された後の再論において「初店」が行われた時間を酉の市の前日の晩に変更したが、それは細かくみれば、佐多支持者の野口冨士男や大橋清秀が「水揚げ」を行う日の朝に島田髷を結うと主張していたこととは相容れず、佐多の昨晩説と、野口・大橋の当日説は厳密には区別して考えなければならないとした。また当日美登利が廓に行ったことに関して佐多が、「そして再び美登利は恥を抱えて揚屋町の刎橋から入って行くのである」と解釈したことにも、何のために翌日再び美登利がそこへ行く必要があったのかが示されていないと指摘した。
女は生理の日には風呂は入らないという件についても、そう決めつけている佐多の「普遍化操作」に疑問を呈し、掛かり湯だけを使うことも含めれば生理の日に風呂に入らないというのは一般的習俗ともいえず、テクスト内に美登利の「外湯」（銭湯）からの帰りの描写が2箇所あり、それが美登利の習慣だと仮定するなら、「内湯」（家の湯）は美登利以外の家族が使うためのものかもしれず、あるいは生理中のため銭湯は避けて家の湯を使うのかもしれないとした。
また、「検査場」説者の上杉省和が指摘したように、「初店」「水揚げ」という衝撃的な出来事の直後、揚屋町の刎橋から出てきた美登利が、正太郎の姿を発見して思わず自分から駆け寄り、お供のお妻に〈此処でお別れしましよ〉と告げてまで正太郎と一緒に帰るのを選ぶことにも疑問があるとし、「水揚げ」の後ならば「むしろ恥じて、避けるのが自然であろう」とした。そして同様の意味で、上杉が「厄介節」の歌詞の「血を吐くよりもまだ辛い」を挙げて言った屈辱的な「検査」の後も正太郎に駆け寄ることはないだろうとし、酉の市の祭は吉原の祭でもある「紋日」だから検査場の医者も休日をとっているのではないかとした。
総論として北川は、佐多の「初店」説の提起が従来の「初潮」説を揺るがすほどの波紋を広げたが、美登利の変貌ばかりに注目されすぎて、それまで論じられてきた、もう1人の主人公ともいえる信如や、他の正太郎を含めた少年少女たちの世界への視点が稀薄になってしまったことに触れ、湯地孝や和田芳恵の作品論を引き継ぎつつ独自に発展させた前田愛が、明治の近代化が期待する「国家有為の人材」となるべく「刻苦奮闘」「勤倹力行」し「立身出世」を夢みる少年像とは異なる「遊戯者としての子ども」を美登利たちに見て、「信如や美登利は、明治の子どもたちであるとともに、かつて子どもであった私たちの原像なのだ」と、消えてゆく「子どもたちの時間」という「通過儀礼」的な意味を作品から読み取ったその視点を継承する研究の流れが滞ってしまったことを憂慮し、前田が論争以前に書いていた『たけくらべ』論の「子どもたちの時間」に立ち帰れと提言した。

### 中立的見解

#### 論争についての意見
1989年（平成元年）に日本近代文学研究者で評論家の亀井秀雄は、前田が佐多の「初店」説の提起について「狼狽」を隠さずに「誠実」に対応したことが印象に残ったとし、また前田が「女性の読み方」について「深い畏敬の念」を抱いていることも印象的だったとした上で、佐多の提言が意外なほどの大きな反響を呼んだのは、前田自身の中にもあったであろう、多くの者の中に潜在している「一葉処女伝説」や「美登利初潮説」という「観念連合」にくさびが打込まれたからだろうとした。
そして「美登利初潮説」の「観念連合」が女性作家（長谷川時雨や瀬戸内晴美）の読みによって保証されていた安心感が前田の中にあったため、「一葉における女の感性よりもむしろ精神の面を中性的にとらえていた」が、もう1人の佐多という女性作家によって異なる読みがなされて「動揺」したのだという感想を述べ、もしも男性の研究者から「初店」説が提示されていたのなら、それほど反応せず「動揺」もしなかっただろうとした。

#### 前田の説寄り
1989年（平成元年）に児童文化研究者の本田和子（お茶の水女子大学教授）は、佐多と前田のやり取りを要約した上で、作者の一葉によって「行間にゆらめくイメージとしてあえて言語化されなかったことども」に関して、推理小説の「謎解き」のように「初店」か「初潮」か「ただ一つの事実」を求めることには興味がそそられないとしつつも、前田が明晰に自身の小説観を理知的に語る表面的な「前向きな顔」と同時に、「慎ましい恥じらいの中に面伏せがちながら、チラと仄見えてしまう」その「女性観」「少女観」に心惹かれるとして、前田の様々な小説研究から垣間見られる「未分の性」（少年少女）や「未開の身体」への「優しい」まなざしや、断言的な解釈をためらう「たゆたいの想い」、「ゆらめく幻のまま」に「決着を見せぬあわいの境位に、とどめて置こうとする」心性や、前田が佐多への反論の題を「美登利のために」と付けた意味を論じた。

#### 視点についての意見
1992年（平成4年）に日本近代文学研究者の高田知波（駒澤大学教授）は『たけくらべ』の解説中で、美登利の変貌の理由の論争に「初潮」説、「水揚げ」説、「初店」説などの見解があることに触れ、「十六」章に〈人は怪しがりて病ひの故かと危ぶむも有れども母親一人ほゝ笑みては、今にお侠の本性は現れまする、これは中休みと子細ありげに言はれて、知らぬ者には何の事とも思はれず〉という表現のあることを見落としてはいけないとして、「一」章で住人の多くが〈廓者〉であると明示されていることとの関連に言及し、吉原の情報に精通していたそうした〈廓者〉の住人らも美登利の変貌の原因が分からないという設定の意味も見逃せないとした。

## 2000年代以降

### 「検査場」説
2001年（平成13年）になると、峯岸千紘が群馬大学の修士論文で、美登利が性病検査のため「検査場」に行ったとする「検査場」説を提示し、年齢的な問題に関しては、1889年（明治22年）施行の「貸座敷引手茶屋娼妓取締 規則」では16歳未満の少女を娼妓にすることを禁じる規定が書かれてはいるが、森鷗外が大学入学の際に年齢をごまかして入学したように、美登利の年齢もごまかすことが行われたのではないかとした。
2005年（平成17年）には、峯岸の説を受けた群馬大学の学生の石井茜が、1894年（明治27年）の『東京朝日新聞』に「遊び女の身体検査」という記事があったことを挙げて、一葉がこれを読んだ可能性が高いとして、峯岸の「検査場」に行ったという説を支持した。石井は「初潮説、初店説のどちらも作品自体によって読みが否定され、成り立たない」としたが、その根拠も論証も特に示されていなかった。
同年に石井の論文に続けて日本近代文学研究者の近藤典彦（群馬大学教授）が、先の上杉省和の「検査場」説がほとんど支持されていないことに疑問を呈して、「初潮」説を否定しつつ、美登利が出てきた〈廓の角〉は大鳥神社の脇の「検査場」だとして「検査場」説を引き継いだ。

### 「告知」説
この解釈は、前田が最後に代案とした「廓の中の成女式」から派生したような解釈で、蒲生芳郎が1985年（昭和60年）に講演した時点の解釈にも近く、美登利が自分の今後の具体的なことを明確に告知されたというものである。
2002年（平成14年）2月に日本近代文学研究者の戸松泉（相模女子大学教授）が、佐多と前田の論争直後に報じた『朝日新聞』に記事中で、新聞記者が「恐らく、その夜にも初店が『行われる』と知らされた少女の、やり場のない不安や恥ずかしさではないか、と一シロウトは感じたのだった」という感想を書いていたことを挙げて、この新聞記者の読解が「この場面のもっとも素直な理解なのではないだろうか」と自著の中で述べた。

### 「身売り自覚」説
2002年（平成14年）3月に日本近代文学研究者の山本欣司（武庫川女子大学教授）が、佐多の「水揚げ」説の方に賛同寄りの姿勢を示しつつも、美登利の変貌の契機として「初潮」か「処女喪失」か、という議論には、どちらも女性が「少女」から「大人」に変化する出来事にジェンダー的なもの、性的な成熟という「セクシャリティをめぐる神話」がつきまとっていると批判した。そして山本は、きらびやかな遊廓の世界を支える「システムの苛酷さ」に着目しながら、美登利が法的に姉と同じく親から「身売り」「人身売買」される立場の惨めさを自覚したとする説を、「五」章で長吉から〈女郎〉〈乞食〉と罵られたり、「十三」章で淡い恋心を抱いた信如から拒絶的な態度をされたりする伏線から考察し、彼らから隔てられる自身の「属性」への美登利の自覚の悲哀を推察しつつ解釈した。

## 2010年代以降

### 「張形」説
2010年（平成22年）に、比較文学研究者の小谷野敦はこれまでの論争の流れをまとめた解説の中で、佐多の説の方に左袒し美登利の処女貫通が行われたことを支持しながらも、美登利の場合は上級の花魁候補の少女であるため「初店」「水揚げ」が行われる場合には、「信頼できる旦那を決めて、盛大な披露を行うのが普通」だとして、その意味で太田や佐多の言う秘密裏の「水揚げ」というのは『たけくらべ』内の状況とは合わず、貫通があったとすれば、「妓楼のおばさんによる、張形を使っての前もっての貫通」が考えられるとし、「現代人は、処女貫通を男の喜びとのみとらえがちだが、かつてはむしろそれを面倒と見なすことが少なくなかった」と解説し、「張形」説なら前田が反論した時間的な問題にも応えられるとした。

### 「告知」説
2015年（平成27年）に作家の川上未映子は、美登利の変化の原因は「水揚げ」説ではないと思うとし、「検査場」説も少し無理があり、かといって必ずしも「初潮」説とも言えず、「どれでもないんじゃないか」としながらも、最終的には前田愛の説と似た見解を示した。
川上は、「水揚げ」説の根拠の一つの「初潮くらいで動じるかいな」的なものについては、「もちろんどんな環境であれ、初潮は驚くにも変化するにも充分な出来事だと思うけれど、少女の変化には何かしら身体的なきっかけが必須である、という思い込みはどうかしら」とし、美登利の「水揚げ」となったらもっと大々的にやるはずであり、年齢的にも「明治の新しい公娼制度はもちろん、新吉原のルールの年齢」にも達しておらず、もし「水揚げ」だったのなら、そうした娘に対する母親の態度が不自然すぎるとした。
そして、美登利の変化の原因は、これから自分がやる「遊女の仕事」について明確に「説明」されたことで、「リアルに認識されたのではないか」として、そこに「初潮」があってもよいが、それの加えて詳しく今後の自分の身の上のことを知らされた驚きだと思うとした。

## おもな論者一覧
出典は

### 「初潮」説
- 湯地孝 - 『樋口一葉論』（至文堂、1926年10月。日本図書センター、1983年7月）[注釈 4]
- 長谷川時雨 - 『評釈一葉小説全集』（冨山房百科文庫、1938年8月）
- 藤田福夫 - 『新註日本短篇文学叢書21 たけくらべ』（河原書房、1949年6月）
- 吉田精一 - 『樋口一葉研究』（新潮社、1956年10月）
- 塩田良平 - 『樋口一葉研究』（中央公論社、1956年10月）
- 和田芳恵 - 「『たけくらべ』樋口一葉 十六」（『国文学 解釈と鑑賞』1958年11月）
- 蒲生芳郎 - 「『たけくらべ』小論」（宮城県高等学校国語科教育研究会『研究集録第二号』1961年3月）
- 小野芙紗子 - 『樋口一葉 人と作品』（清水書院、1966年5月）
- 村松定孝 - 『作品と作家研究 評伝樋口一葉』（実業之日本社、1967年12月）
- 関良一 - 「『たけくらべ』の世界」（『樋口一葉 考証と試論』有精堂出版、1970年10月）
- 青木一男 - 『たけくらべ研究』（教育出版センター、1972年11月）
- 松原新一 - 「『たけくらべ』のこと――美登利の後ろ姿」（『国文学 解釈と鑑賞』1974年11月）
- 前田愛 - 「子どもたちの時間――『たけくらべ』試論」（『展望』1975年6月）
- 藤井公明 - 『樋口一葉研究』（桜楓社、1981年7月）
- 松坂俊夫 - 『鑑賞日本現代文学 樋口一葉』（角川書店、1982年8月）
- 岡保生 - 『薄倖の才媛 樋口一葉』（新典社、1982年11月）、「少女・美登利の像の完成――『たけくらべ』佐多稲子への反論」（『本の窓』第8巻8号・1985年9月・10月）
- 瀬戸内晴美「『たけくらべ』と樋口一葉――名作のなかの女たち1」（『月刊カドカワ』1984年）※『対談紀行 名作のなかの女たち』（角川書店、1984年10月）所収
- 前田愛『樋口一葉 新潮日本文学アルバム3』（新潮社、1985年5月）
- 満谷マーガレット - 「『たけくらべ』の普遍性」（『群像』1985年10月）
- 山田有策 - 「『たけくらべ』論」（『国文学 解釈と鑑賞』1986年3月）、「シンポジウム『たけくらべ』をめぐって」（『国文学 解釈と鑑賞』1988年2月）
- 塚田満江 - 「祭り比べ――『たけくらべ』再考I」（『論究日本文学』1987年5月）
- 橋本威 - 「シンポジウム『たけくらべ』をめぐって」（『国文学 解釈と鑑賞』1988年2月）
- 吉田裕 - 「一葉試論――出奔する狂女たち」（『文学』1988年7月）※『詩的行為論』（七月堂、1988年6月）所収[注釈 15]
- 浅野洋 - 「『たけくらべ』の身体性〈樋口一葉〉」（『国文学 解釈と鑑賞』1989年6月）
- 北川秋雄「『たけくらべ』私攷――美登利〈初店〉説への疑問」（『姫路獨協大学外国語学部紀要』第8号 1995年1月）

### 「初潮」+「成女式」「告知」説
- 前田愛 - 「美登利のために――『たけくらべ』佐多説を読んで」（『群像』1985年7月）
- 小森陽一 - 「文学のなかの子どもたち――樋口一葉『たけくらべ』」（『國文學』1985年10月）
- 野口碩 - 「序説にかえて」（荒木慶胤著『樋口一葉と龍泉寺界隈』八木書店、1985年9月）
- 蒲生芳郎 - 「美登利の変貌――佐多稲子さんの『たけくらべ』解釈をめぐって」（宮城学院女子大学日本文学会『日本文学ノート』第21号 1986年2月）
- 増田みず子 - 「下谷龍泉寺」（『海燕』1986年3月）
- 関礼子 - 「美登利私考――悪場所の少女」（『日本文学』1987年6月）
- 重松恵子 - 「『たけくらべ』哀感――語りの手法」（梅光女学院大学日本文学会『日本文学研究』第27号 1991年11月）

### 「初店」「水揚げ」説
- 太田一夫 – 「美登利憂鬱の原因」（『明日香路』1956年3月）
- 佐多稲子 - 「『たけくらべ』解釈へのひとつの疑問」（『群像』1985年5月）、「『たけくらべ』解釈のその後」（『学鐙』1985年8月）
- 大岡昇平 - 「成城だよりIII――4 批評の季節〔四月八日〕」（『文學界』1985年6月）、「成城だよりIII――9 情報過多〔九月十三日〕」（『文學界』1985年11月）※『成城だより3』（文藝春秋、1986年5月）所収
- 吉行淳之介 - 「三十六 初体験の巻（一）」「三十七 初体験の巻（二）」（『週刊宝石』1985年）※『あの道この道』（光文社、1986年3月）所収
- 澤地久枝 - 「秋元松代・佐多稲子の“学歴”」（1986年）※『ひたむきに生きる』（講談社現代新書、1986年9月）所収
- 河合真澄 - 「『たけくらべ』小考」（『愛媛国文研究』1986年12月）
- 松坂俊夫 - 「『たけくらべ』解釈論議考――その経過と考察」（『山形女子短期大学紀要』1987年3月）
- 山根賢吉 - 「シンポジウム『たけくらべ』をめぐって」（『国文学 解釈と鑑賞』1988年2月）
- 今野宏 - 「『たけくらべ』に対する読解試論」（『聖和』25号 1988年3月）
- 西川祐子 - 「性別のあるテクスト――一葉と読者」（『文学』1988年7月）
- 大橋清秀 - 「『たけくらべ』についての佐多稲子説の裏付をする」（『帝塚山学院大学論集』1988年12月）
- 錦啓 - 「『美登利』と『若紫』――『たけくらべ』解釈試論」（『山形県立米沢東高等学校研究紀要』第24号 1988年3月）
- 榎克朗 - 「美登利の水揚げ――『たけくらべ』の謎解き」（金沢大学教育学部国語教室『深井一郎教授退官記念論文集』1990年3月）
- 蒲生芳郎 - 「美登利の変貌・再考――『風呂場に加減見る母親』の読み」（宮城学院女子大学日本文学会『日本文学ノート』第27号・1992年1月）
- 末利光 - 「『たけくらべ』解釈への疑問」（『調布日本文化』第5号・1995年3月）

### 「検査場」説
- 上杉省和 - 「美登利の変貌――『たけくらべ』の世界」（『文学』 1988年7月）
- 峯岸千紘 - 「樋口一葉『たけくらべ』――三の酉の市の日の美登利」（群馬大学語文学会『語学と文学』2001年3月）
- 石井茜 - 「美登利はなぜ変わったか――『たけくらべ』の研究」（群馬大学語文学会『語学と文学』2005年4月）
- 近藤典彦 - 「『たけくらべ』検査場の検証」（『国文学 解釈と鑑賞』2005年9月）

### 「告知」説
- 戸松泉 - 『小説の「かたち」・「物語」の揺らぎ――日本近代小説「構造分析」の試み』（翰林書房、2002年2月）
- 川上未映子「たけロス、美登利の変化は何によるもの？」（公式ブログ、2015年2月27日）

### 「身売り自覚」説
- 山本欣司 - 「売られる娘の物語――『たけくらべ』試論」（『弘前大学教育学部紀要』87巻・2002年3月）

### 「張形」説
- 小谷野敦 - 『現代文学論争』（筑摩書房、2010年10月）